# Kate Havnevik
Kate Cunningham Havnevik, född 27 oktober 1975, är en norsk sångerska och låtskrivare från Oslo. Hennes debutalbum, Melankton, släpptes mars 2006 på iTunes och april 2006 i affärerna i Norge. Senare samma år släpptes albumet även internationellt. Hon släpper sina skivor genom det egna skivbolaget Continentica Records, som hon driver med sin man Gotti Sigurdarson.
Havnevik kommer att släppa ett andra studioalbum, betitlat You. Eventuellt släpps albumet 2011. Hon arbetar också på ett akustiskt album som kommer att få namnet Embla.

## Uppväxt
Kate Havnevik kan spela piano, gitarr och melodica samt andra instrument. Fram till hon var 14 år gammal ville hon bli klassisk- och jazzmusiker. Vid 14 års ålder gick hon med ett punkband för bara kvinnor som spelade på den illegalt ockuperade klubben Blitz i Oslo. Erfarenheten vidgade hennes musikintresse och ledde henne till att vilja spela klassisk musik blandat med modern electronica. Hon säger att hon blev intresserad av låtskrivning när hon var 16-17 år då hon började experimentera med textskrivning, istället för att bara fokusera på den instrumentala delen. Hennes pappa, Andrew Cunningham (som är engelsk), och mamma, Lotte Havnevik, som båda är klassiskt tränade musiker spelar flöjt. När Kate Havnevik var 19 bestämde hon sig för att flytta till England för att studera musik i Liverpool. Det var även här som hon träffade sin man, innan hon flyttade till London för karriärens skull.

## TV-serier
Ett antal av hennes låtar har varit med i TV-serien Grey's Anatomy:
| Säsong.Avsnitt | Avsnittstitel              | Låt            |
| -------------- | -------------------------- | -------------- |
| 2.17           | (As We Know It)            | "Unlike Me"    |
| 2.24           | Damage Case                | "Nowhere Warm" |
| 2.27           | Losing My Religion         | "Grace"        |
| 3.4            | What I Am                  | "So:Lo"        |
| 3.5            | Oh, The Guilt              | "Kaleidoscope" |
| 3.9            | From a Whisper to a Scream | "New Day"      |
| 3.16           | Drowning on Dry Land       | "Timeless"     |

En låt kallad "Strangelove" var med i ett avsnitt av TV-serien Vita Huset, men har inte släppts. 
Den 5 december 2006 gjorde hon sitt första framträdande i brittisk radio där hon framförde "Unlike Me", "I Don't Know You" och "New Day".

## Diskografi

### Studioalbum
- Melankton (Mars 2007:  Nordamerikansk utgåva. Innehåller "Travel In Time" och "Timeless" – "Someday" och "Se meg" är borttagna)
- Melankton (Oktober 2006:  Brittisk utgåva. Innehåller "Travel In Time" – "Someday" är borttagen)
- Melankton (April 2006: Norsk utgåva. Innehåller "Someday" och "Se meg")
- You (2011)
- &i (Mars 2015)

### EP
- Me (September 2009)

### Singlar
- "Unlike Me" (Oktober 2006: Brittisk singel med den sällsynta a cappellaversionen och en remix av Ost & Kjex.
- "So:Lo" (November 2006: iTunessingel)
- "Halo" (Februari 2009: iTunessingel)
- "Show Me Love" (Mars 2009: iTunessingel)
- "Mouth 2 Mouth" (2011)